# Banjarsari Kidul
Banjarsari Kidul is een bestuurslaag in het regentschap Banyumas van de provincie Midden-Java, Indonesië. Banjarsari Kidul telt 3092 inwoners (volkstelling 2010).